# Lanny Wadkins
Jerry Lanston Wadkins  Jr.,, detto Lanny (Richmond, 5 dicembre 1949), è un golfista statunitense.
Ha vinto il PGA Championship nel 1977.

## Carriera
Vinse l'U.S. Amateur nel 1970 per poi divenire professionista l'anno seguente. Il primo trionfo nel PGA Tour avvenne al Sahara Invitational nel 1972, quando fu nominato Esordiente dell'anno. Dopo altri due successi nel 1973, rimase a secco nelle successive tre stagioni, fino a quando non arrivò il titolo al PGA Championship vinto al playoff contro Gene Littler. Da quel momento fino al 1992 accumulò numerosi altri trofei, 17, nel PGA Tour, anche se nessun altro major (nel 1986 arrivò secondo all'U.S. Open insieme a Chip Beck). Dal 1986, quando fu introdotto l'Official World Golf Ranking, è rimasto sempre tra i primi 10 al mondo per 86 settimane consecutive.
Gioca nel Senior PGA Tour dal 2000, quando ha raccolto una vittoria al suo primo torneo.